# Tiro esportivo nos Jogos Pan-Americanos de 2023
As competições de tiro esportivo nos Jogos Pan-Americanos de 2023 em Santiago, no Chile, foram realizadas de 21 a 27 de outubro de 2023 no Polígono de Tiro, em Pudahuel. Ao todo, houve 15 provas por medalhas: seis no masculino e feminino e três provas de duplas mistas.
O principal atirador, não qualificado previamente, nas provas individuais da carabina e da pistola, juntamente aos dois melhores atiradores também não qualificados nos eventos individuais da espingarda, conquistam vaga nos Jogos Olímpicos de 2024, em Paris.

## Qualificação
Um total de 244 atiradores esportivos poderiam se qualificar para competir. Cada CON poderia inscrever no máximo 24 atletas (dois por cada prova individual), sendo 12 (seis por gênero) inscritos em cada disciplina (carabina, pistola e espingarda). Haouve três eventos qualificatórios diferentes. Não foram distribuídas vagas para as provas de duplas mistas, visto que os CONs devem usar competidores já classificados para competir. Como país-anfitrião, o Chile recebeu uma cota de seis atletas (dois para cada disciplina, podendo classificar mais) e houve distribuição de dois convites para CONs não qualificadas.

## Nações participantes
Ao todo, 22 CONs qualificaram pelo menos um atirador em pelo menos uma das categorias por gênero. Entre parênteses encontra-se representada a quantidade de competidores.
- ARG Argentina (14)
- ARU Aruba (1)
- BAR Barbados (4)
- BOL Bolívia (3)
- BRA Brasil (17)
- CAN Canadá (16)
- CHI Chile (16)
- COL Colômbia (12)
- CUB Cuba (14)
- ESA El Salvador (7)
- EAI Equipe de Atletas Independentes (19)
- ECU Equador (8)
- USA Estados Unidos (27)
- MEX México (23)
- NCA Nicarágua (1)
- PAN Panamá (5)
- PAR Paraguai (1)
- PER Peru (17)
- PUR Porto Rico (13)
- DOM República Dominicana (5)
- URU Uruguai (1)
- VEN Venezuela (7)

## Medalhistas
Masculino
| Evento                               | Ouro                                                 | Prata                             | Bronze                                          |
| ------------------------------------ | ---------------------------------------------------- | --------------------------------- | ----------------------------------------------- |
| Carabina de ar 10 m detalhes         | Edson Ramírez MEX México                             | Rylan Kissell USA Estados Unidos  | Cristian Morales PER Peru                       |
| Carabina três posições 50 m detalhes | Carlos Quezada MEX México                            | Timothy Sherry USA Estados Unidos | Lucas Kozeniesky USA Estados Unidos             |
| Pistola de ar 10 m detalhes          | Tugrul Ozer CAN Canadá                               | James Hall USA Estados Unidos     | Felipe Wu BRA Brasil                            |
| Tiro rápido 25 m detalhes            | Leuris Pupo CUB Cuba                                 | Douglas Gómez VEN Venezuela       | Henry Leverett USA Estados Unidos               |
| Fossa olímpica detalhes              | Jean Pierre Brol EAI Equipe de Atletas Independentes | Leonel Martínez VEN Venezuela     | Hebert Brol EAI Equipe de Atletas Independentes |
| Skeet detalhes                       | Vincent Hancock USA Estados Unidos                   | Federico Gil ARG Argentina        | Nicolás Pacheco PER Peru                        |

Feminino
| Evento                               | Ouro                                              | Prata                                            | Bronze                           |
| ------------------------------------ | ------------------------------------------------- | ------------------------------------------------ | -------------------------------- |
| Carabina de ar 10 m detalhes         | Sagen Maddalena USA Estados Unidos                | Fernanda Russo ARG Argentina                     | Mary Tucker USA Estados Unidos   |
| Carabina três posições 50 m detalhes | Mary Tucker USA Estados Unidos                    | Sagen Maddalena USA Estados Unidos               | Shannon Westlake CAN Canadá      |
| Pistola de ar 10 m detalhes          | Alejandra Zavala MEX México                       | Alexis Lagan USA Estados Unidos                  | Diana Durango ECU Equador        |
| Pistola 25 m detalhes                | Alejandra Zavala MEX México                       | Diana Durango ECU Equador                        | Alexis Lagan USA Estados Unidos  |
| Fossa olímpica detalhes              | Adriana Ruano EAI Equipe de Atletas Independentes | Waleska Soto EAI Equipe de Atletas Independentes | Rachel Tozier USA Estados Unidos |
| Skeet detalhes                       | Francisca Crovetto CHI Chile                      | Gabriela Rodríguez MEX México                    | Daniella Borda PER Peru          |

Misto
| Evento                              | Ouro                                           | Prata                                       | Bronze                                           |
| ----------------------------------- | ---------------------------------------------- | ------------------------------------------- | ------------------------------------------------ |
| Carabina de ar por equipes detalhes | Mary Tucker Rylan Kissell USA Estados Unidos   | Goretti Zumaya Edson Ramírez MEX México     | Sagen Maddalena Gavin Barnick USA Estados Unidos |
| Pistola de ar por equipes detalhes  | Andrea Ibarra Carlos González MEX México       | Alejandra Zavala Daniel Urquiza MEX México  | Sagen Maddalena Gavin Barnick USA Estados Unidos |
| Skeet por equipes detalhes          | Vincent Hancock Dania Vizzi USA Estados Unidos | Luis Gallardo Gabriela Rodríguez MEX México | Dustan Taylor Austen Smith USA Estados Unidos    |

## Quadro de medalhas
| Ordem | País                                | Medalha de ouro | Medalha de prata | Medalha de bronze |    |
| ----- | ----------------------------------- | --------------- | ---------------- | ----------------- | -- |
| 1     | USA Estados Unidos                  | 5               | 5                | 8                 | 18 |
| 2     | MEX México                          | 5               | 4                |                   | 9  |
| 3     | EAI Equipe de Atletas Independentes | 2               | 1                | 1                 | 4  |
| 4     | CAN Canadá                          | 1               |                  | 1                 | 2  |
| 5     | CHI Chile                           | 1               |                  |                   | 1  |
|       | CUB Cuba                            | 1               |                  |                   | 1  |
| 7     | ARG Argentina                       |                 | 2                |                   | 2  |
|       | VEN Venezuela                       |                 | 2                |                   | 2  |
| 9     | ECU Equador                         |                 | 1                | 1                 | 2  |
| 10    | PER Peru                            |                 |                  | 3                 | 3  |
| 11    | BRA Brasil                          |                 |                  | 1                 | 1  |
| TOTAL | TOTAL                               | 15              | 15               | 15                | 45 |